# Адрекио (Кунео)
Адрекио (итал. Adrecchio) је насеље у Италији у округу Кунео, региону Пијемонт.
Према процени из 2011. у насељу је живело 16 становника. Насеље се налази на надморској висини од 799 м.